# الأمانة العامة لمجلس التعاون لدول الخليج العربية

شعار الأمانة العامة لمجلس التعاون لدول الخليج العربية.

الأمانة العامة لمجلس التعاون لدول الخليج العربية هي أحد أجهزة مجلس التعاون الخليجي والأمانة العامة هي المسؤولة عن التنسيق والتخطيط ووضع البرامج المتكاملة للعمل المشترك بين دول مجلس التعاون لدول الخليج العربية، يقع مقر الأمانة في حي السفارات شمال مدينة الرياض عاصمة المملكة العربية السعودية، الأمين العام الحالي لمجلس التعاون لدول الخليج العربية هو جاسم محمد البديوي منذ 1 فبراير 2023.

## اختصاصات الأمانة
تتلخص اختصاصات الأمانة العامة في إعداد الدراسة الخاصة بالتعاون والتنسيق والخطط والبرامج المتكاملة للعمل المشترك، وإعداد تقارير دورية عن أعمال المجلس ومتابعة تنفيذ القرارات، وإعداد التقارير والدراسات التي يطلبها المجلس الأعلى أو المجلس الوزاري، والتحضير للاجتماعات وإعداد جدول أعمال المجلس الوزاري ومشروعات القرارات، وغير ذلك من المهام النظام الأساسي.

## التنظيم الإداري
يتالف الجهاز الإداري للأمانة العامة من الاّتي:
- أمين عام يعينه المجلس الأعلى لمدة ثلاث سنوات قابلة للتجديد مرة واحدة .
- عشرة أمناء مساعدين للشوؤن السياسية والاقتصادية والعسكرية والأمنية والإنسان والبيئة والقانونية والإعلام والثقافة والمعلومات والمالية والإدارية والحوار الاستراتيجي والمفاوضات بالإضافة إلى رئيس بعثة مجلس التعاون لدول الخليج العربية في بروكسل، ورئيس بعثة مجلس التعاون في الأمم المتحدة، ويعينهم المجلس الوزاري بترشيح من الأمين العام لمدة ثلاث سنوات قابلة للتجديد .
- مدراء عامو قطاعات الأمانة العامة وبقية الموظفين، ويتم تعيينهم من قبل الأمين العام .

ويتمثل التنظيم الإداري للأمانة العامة في عدد من القطاعات المتخصصة والمساندة هي الشؤون السياسية والشؤون الاقتصادية والشؤون العسكرية والشؤون الأمنية وشؤون الإنسان والبيئة والشؤون القانونية والشؤون المالية والإدارية وشؤون المعلومات والحوار الاستراتيجي والمفاوضات ومكتب براءات الاختراع ومكتب الأمانة الفنية لمكافحة الإغراق، يضاف إلى ذلك ممثلية مجلس التعاون لدى الإتحاد الأوروبي في بروكسل، وبعثة مجلس التعاون لدى الأمم المتحدة، والمكتب الفني للاتصالات بمملكة البحرين، و مكتب الهيئة الاستشارية بسلطنة عمان .

## الأمناء العامين لمجلس التعاون الخليجي
| الترتيب | صورة | الاسم                      | الجنسية  | الفترة        | الفترة        | الفترة             |
| الترتيب | صورة | الاسم                      | الجنسية  | من تاريخ      | إلى تاريخ     | المدة              |
| ------- | ---- | -------------------------- | -------- | ------------- | ------------- | ------------------ |
| 1       |      | عبد الله بن يعقوب بشارة    | الكويت   | 1 مايو 1981   | 31 مارس 1993  | 11 سنوات و334 أيام |
| 2       |      | فاهم بن سلطان القاسمي      | الإمارات | 1 أبريل 1993  | 31 مارس 1996  | 2 سنوات و365 أيام  |
| 3       |      | جميل بن إبراهيم الحجيلان   | السعودية | 1 أبريل 1996  | 31 مارس 2002  | 5 سنوات و364 أيام  |
| 4       |      | عبد الرحمن بن حمد العطية   | قطر      | 1 أبريل 2002  | 31 مارس 2011  | 8 سنوات و364 أيام  |
| 5       |      | عبد اللطيف بن راشد الزياني | البحرين  | 1 أبريل 2011  | 31 يناير 2020 | 8 سنوات و305 أيام  |
| 6       |      | نايف فلاح مبارك الحجرف     | الكويت   | 1 فبراير 2020 | 31 يناير 2023 | 2 سنوات و364 أيام  |
| 7       |      | جاسم محمد البديوي          | الكويت   | 1 فبراير 2023 | شاغل المنصب   | 2 سنوات و181 أيام  |

## وصلات خارجية
- الموقع الرسمي للأمانة العامة لمجلس التعاون لدول الخليج العربية